# Чаојанг
Чаојанг (朝阳) град је Кини у покрајини Љаонинг. Према процени из 2009. у граду је живело 480.160 становника.

## Становништво
Према процени, у граду је 2009. живело 480.160 становника.
| 1990.   | 2000.   | 2009    |
| ------- | ------- | ------- |
| 191.896 | 334.686 | 480.160 |

## Партнерски градови
- Обихиро
- Мите